# Acintya

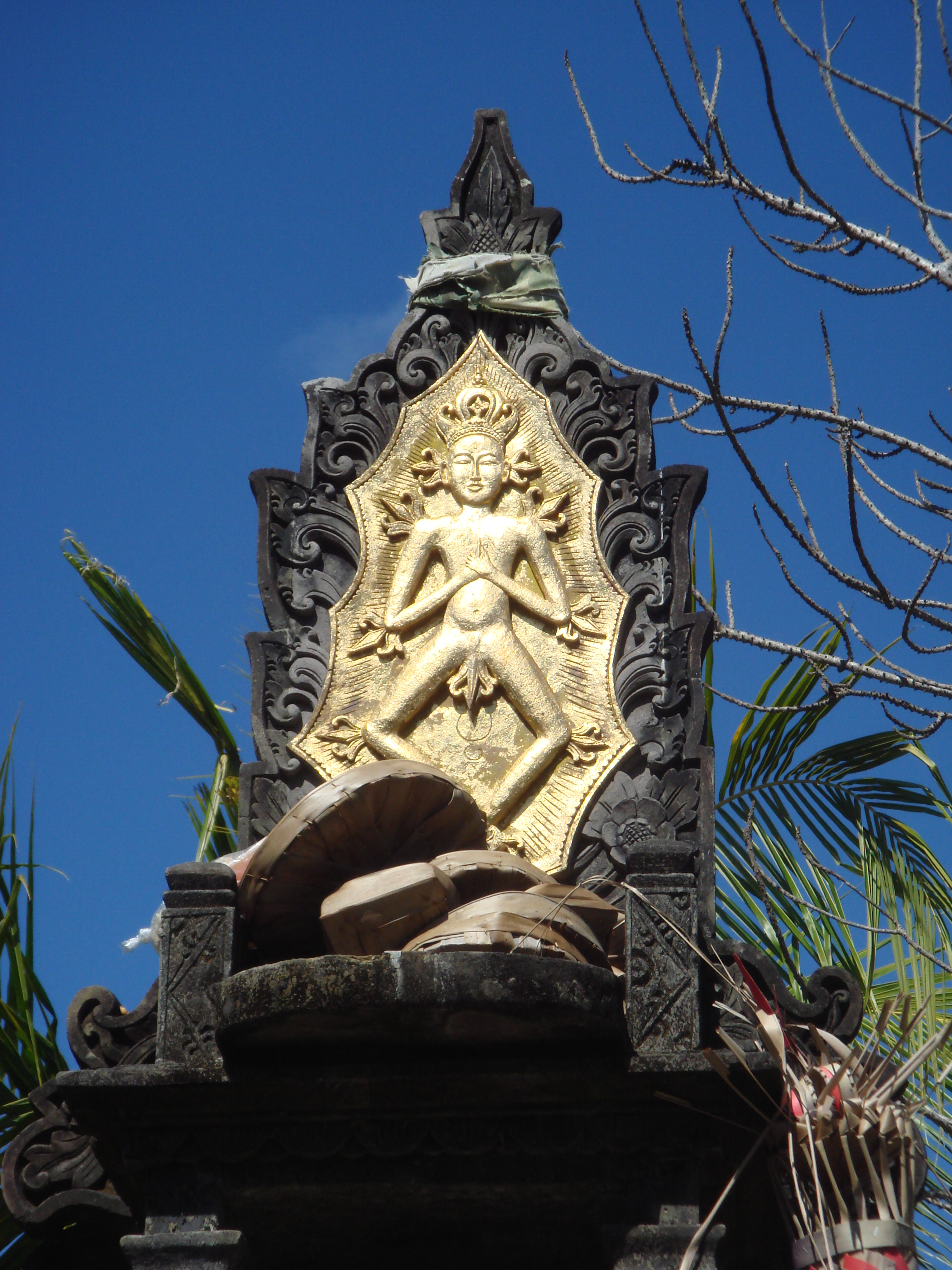
Representación de Acintya como dios del sol radiante, en la parte posterior de un trono vacío, Jimbaran, Bali.

Acintya (del sánscrito: अचिन्त्य, 'el inconcebible', 'el inimaginable'), también conocido como Sang Hyang Widhi Wasa (balinés: 'El orden divino') y Sang Hyang Tunggal ('La unidad divina'), es el dios supremo del hinduismo indonesio (formalmente conocido como Agama Hindu Dharma), especialmente en la isla de Bali. Acintya es equivalente al concepto metafísico de Brahman del hinduismo indio, y es el Dios Supremo en el teatro tradicional wayang (títeres de sombras). El hinduismo balinés cree que todos los dioses, diosas y otras divinidades existentes son la manifestación de Acintya.

## Representación

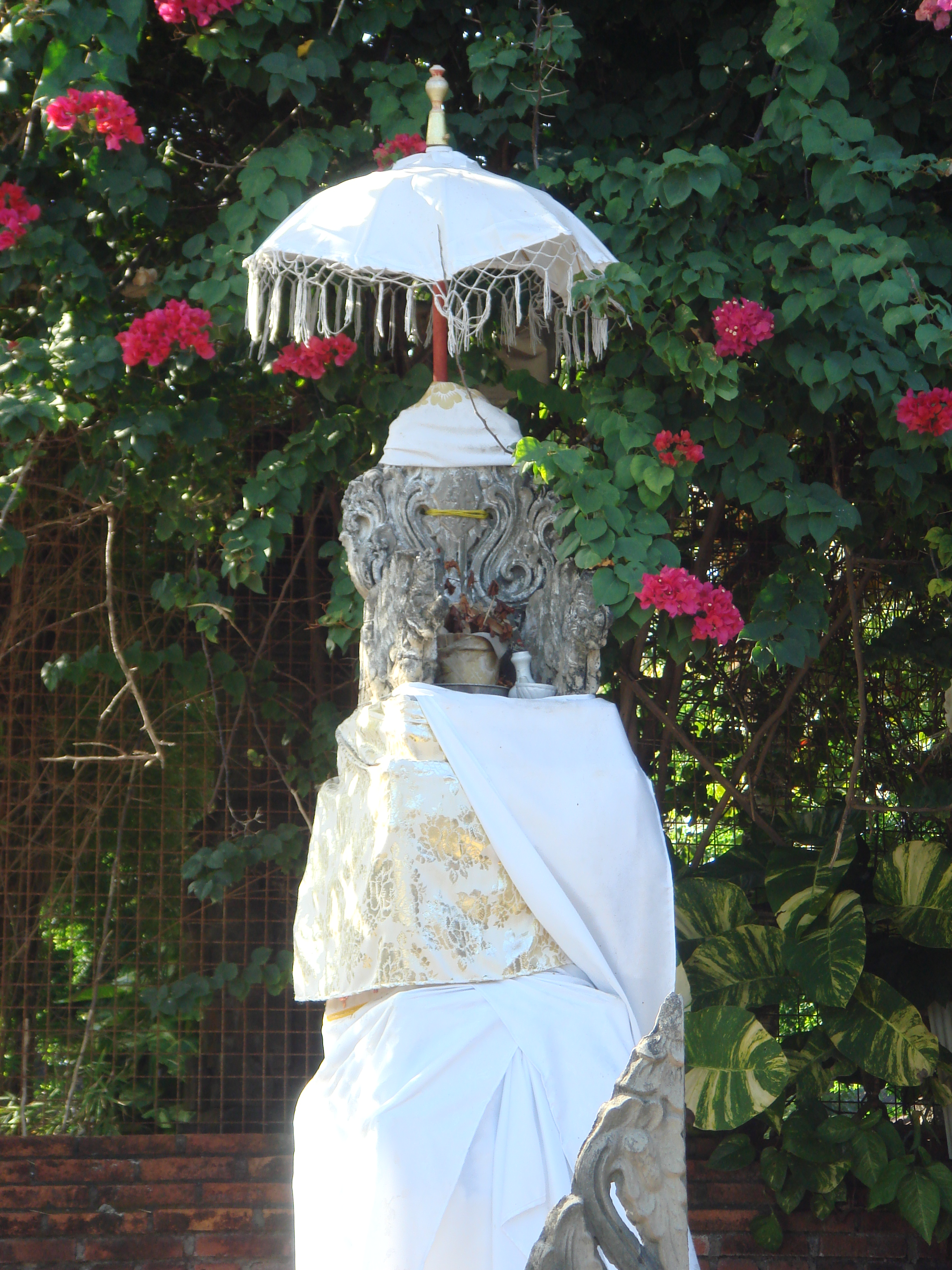
Trono vacío, símbolo del dios supremo.

Acintya se corresponde a una tendencia bastante reciente hacia el monismo en Indonesia, según la cual hay un dios supremo y todas las demás divinidades son solo manifestaciones de él. Acintya es el vacío, está considerado como el origen del Universo y todas las demás divinidades emanan de él.
A menudo se le asocia con el dios sol, y se le representa en forma humana con llamas a su alrededor. Su desnudez expresa que 'su conciencia ya no se deja llevar por sus facultades sensoriales'.
Las oraciones y ofrendas no se hacen solo directamente a Acintya, sino también a las otras manifestaciones de la deidad. A menudo ni siquiera está representado, en cuyo caso es evocado por un trono vacío en la parte superior de un pilar (el padmasana, literalmente 'trono de loto'), dentro de los templos balineses.
La introducción del padmasana como un altar al dios supremo fue como resultado de un movimiento de reforma hindú del siglo XVI, dirigido por Dang Hyang Nirartha, sacerdote del rey Batu Renggong de Gelgel (también Waturenggong), en el momento en que el islam se estaba extendiéndose desde el oeste a través de Java. Dang Hyang Nirartha construyó templos en Bali y agregó los santuarios de padmasana a los templos que visitó.

## Aspectos políticos

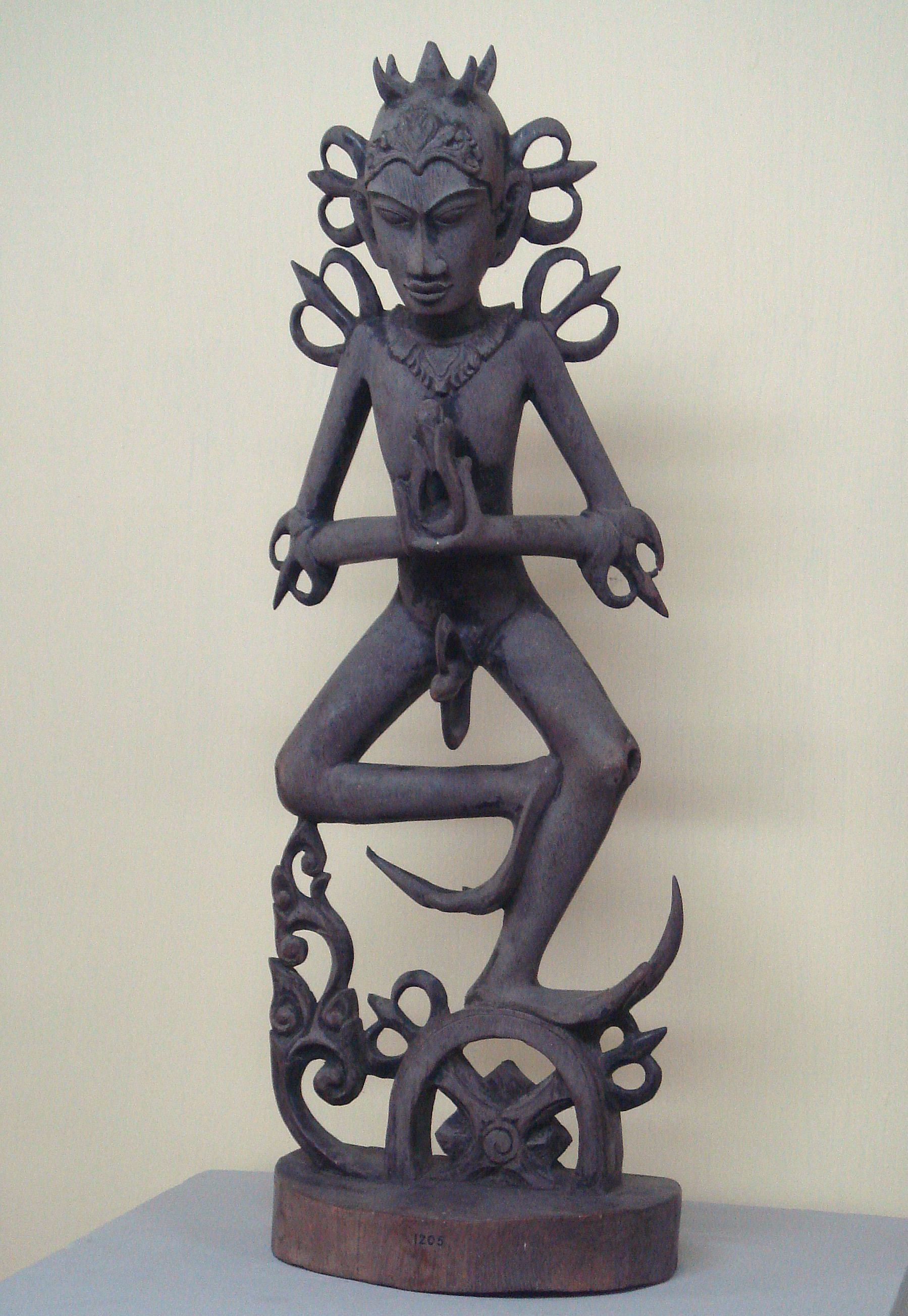
Estatuilla de Acintya, Museo de Bali.

Desde el final de la Segunda Guerra Mundial y la guerra de Independencia de Indonesia, la República de Indonesia ha adoptado la filosofía política de la Pancasila (literalmente, 'Los cinco principios'), que permite la libertad de religión. El estatuto, sin embargo, requiere que la religión en cuestión sea monoteísta, es decir, basada en la creencia en una sola deidad omnipotente. Bajo este sistema se reconocen seis religiones: el islam, el budismo, el catolicismo, el protestantismo, el hinduismo y, más tarde, el confucianismo.
Para cumplir con estas regulaciones, los hindúes balineses necesitaron reforzar el componente monoteísta de su fe, por lo que, hicieron más énfasis en destacar el papel de Acintya. Para referirse a él, seleccionaron el término Sang Hyang Widhi Wasa (glosado como 'Dios todopoderoso'), que aunque fue acuñado en la década de 1930 por misioneros protestantes para describir al dios cristiano, se pensó que estaba bien adaptado para describir a la deidad suprema hindú. Este es, por tanto, el nombre que ahora usan más comúnmente los balineses modernos.